# Хесони
Хесоните (на немски: Hessonen) са през Средновековието благороднически род, който през 11 век има владения в Зюлхгау и Бакнанг в Баден-Вюртемберг. Към края на века те се местят и стават господари на Волфсьолден в Баден-Вюртемберг. През 12 век от тях произлизат графовете на Шауенбург.
Хесоните са споменати за пръв път през 1007 г. от крал Хайнрих II на църковния събор във Франкфурт.

## Известни
- Хесо († ок. 1007), граф в Зюлхгау и Ортенау[1]
  - Хесо I († ок. 1027), граф в Зюлхгау и Мургау, женен за Гизела фон Бакнанг (* пр. 1027; † пр. 1050), наследничка на Бакнанг[2]
    - Герунг
    - Хесо фон Бакнанг († 1114)
      - Хесо II фон Бакнанг (ок. 1075 – 1100), женен за Юдит
      - Юдит фон Бакнанг-Зюлхгау (* ок. 1080; † ок. 1123), омъжена ок. 1111 г. за маркграф Херман II фон Баден († 1130)
      - Хесо (III)
      - Пилгеринус
      - Зигехард фон Волфсьолден († 1110/1120), женен за Ута фон Калв († сл. 1075)
        - Готфрид († ок. 1140)
        - Зигфрид († 1146), епископ на Шпайер 1127 – 1146
        - Герхард, граф фон Шауенбург († 1168), основава линията Шауенбург, женен за графиня Хайлека фон Лехсгемюнд-Бургек († сл. 1157), дъщеря на Бертхолд фон Лехсгемюнд, граф фон Бургек († 1123) и Беатрикс фон Дахау († сл. 1128)[3]